# Myrmarachne insulana
Myrmarachne insulana är en spindelart som beskrevs av Roewer 1942. Myrmarachne insulana ingår i släktet Myrmarachne och familjen hoppspindlar. Inga underarter finns listade i Catalogue of Life.